# النسوية في أستراليا

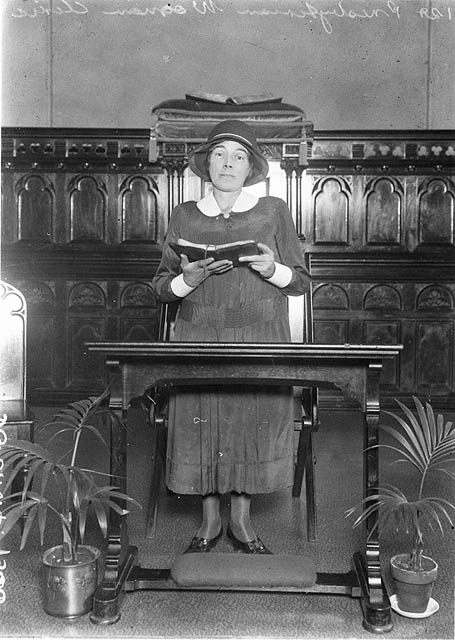
أول امرأة من رجال الدين المشيخيين في أستراليا ، ثلاثينيات القرن الماضي.

ترتبط أستراليا ارتباطًا راسخًا بخلق حقوق النساء وحمايتها. أستراليا هي ثاني دولة في العالم تعطي المرأة حق التصويت (بعد نيوزيلندا في عام 1893)، والأولى في منح المرأة الحق في أن تُنتخب للبرلمان الوطني. كانت الولاية الأسترالية جنوب أستراليا، التي كانت حينها مستعمرة بريطانية، البرلمان الأول في العالم الذي يمنح النساء الحقوق الكاملة في الاقتراع. لدى أستراليا العديد من النساء البارزات اللواتي يعملن في وظائف عامة بالإضافة إلى مجالات أخرى. مُنحت النساء في أستراليا، باستثناء النساء من السكان الأصليين، الحق في أن يصوتن وأن يُنتخبن في الانتخابات الفيدرالية سنة 1902.
كانت أستراليا ولا تزال موطن العديد من الكاتبات والناشطات النسويات البارزات، بمن فيهن جيرماين غرير مؤلفة كتاب الأنثى المخصية، وجوليا جيلارد رئيسة وزراء أستراليا سابقًا، وفيدا غولدشتاين المنادية بمنح المرأة حق الاقتراع، وإيديث كاوان وهي أول امرأة تُنتخب في البرلمان الأسترالي. أثمر النشاط النسوي الباحث عن تساوي الفرص في التوظيف عن تشريع بنجاح جزئي، إذ باتت هناك قوانين ضد التمييز الجنسي وبُنيت وحدات للنساء في أقسام الحكومة. ناضلت النسويات الأستراليات وفزن بتمويل الفيدرالية من أجل رعاية الأطفال وملاجئ للنساء. قاد النجاح الحاصل بفضل دخول النسويات الخدمة العامة الأسترالية وتغيير السياسات إلى ظهور مصطلح وصفي هو «فيموقراط» (أي حكم النساء).

## النظرية الثقافية
أصبحت رواية الأنثى المخصية لجيرماين غرير التي صدرت عام 1970 من الروايات الأكثر مبيعًا حول العالم، وكانت نصًّا شديدًا في الحركة النسوية. ناقشت الرواية دور الزوجة الأسترالية ربةَ منزلٍ وتحدّته، والذي تقترح غرير أنه يقود للقمع. النظرية النسوية النقدية والسائدة في أستراليا هي أن هيمنة الرجل على الأعمال، والسياسة، والقانون، والإعلام، قد أنتجت عدم مساواة بين الجنسين. وسعت باحثة نسوية نطاق العلوم السياسية في أستراليا لتشمل قضايا متعلقةً بالأنوثة والأمومة والعنف ضد النساء.
ادعت جوانا موراي سميث في عمود في صحيفة ميلبورن عام 2004 أن «النسوية خذلتنا». انتقدت فيرجينيا هاوسيغر النسويةَ أيضًا بسبب وعودها بأنها «يمكنها أن تحصل على كل شيء». ناقشت كل من ميراندا ديفاين وكاثي شيري بدأب أن النسوية كانت خطأً وفشلت في تحرير النساء. في عام 2016، قالت الناشطة النسوية وعالمة الاجتماع إيفا كوكس إن النسوية قد فشلت وإنها تحتاج لإعادة تفكير جذرية باستخدام «إمكانيات الناشطات النسويات في وضع أهداف مجتمعية تكون متجددة وتخلق مرونة مجتمعية».

## نسويات أستراليات جديرات بالذكر
تمتلك أستراليا الآن، كما امتلكت في الماضي، مؤلفات بارزات متخصصات بالنسوية، وأيضًا شخصيات أكاديمية وناشطات قُدّر عملهن عالميًا. قد تكون أبرزهن جيرماين غرير، التي لاقى كتابها الأنثى المخصية إطنابًا كبيرًا عقب نشره. اعتُبر محتوى الكتاب شديد الراديكالية إبان نشره عام 1970، إذ أوصت غرير بممارسات كتذوق المرأة دماء دورتها الشهرية.
منذ يونيو عام 2010 وحتى يونيو عام 2013، قادت أستراليا أولُ رئيسة وزراء أنثى، وهي جوليا غيلارد. قد تكون غيلارد الأكثر شهرةً، على الصعيد العالمي، بسبب خطابها الشهير عن كره النساء الذي ألقته في البرلمان الاتحادي الأسترالي في التاسع من أكتوبر عام 2012 أمام من كان وقتها زعيم المعارضة الفدرالية، توني أبوت.
مرّ على تاريخ أستراليا العديد من المنظمات النسوية، ساعد الكثير منها في الدفع للأمام بحقوق النساء الأساسية كإعطائهن الحق الكامل بالتصويت، والاستقلال المالي من أزواجهن، وإتاحة الإجهاض، والتساوي في الرواتب. من النسويات الأستراليات الأخريات البارزات إيفا كوكس وجوسلين سكوت.

## 1800 حتى 1920
ظهرت أول الأمثلة عن النسوية الأسترالية بين منتصف العقد الأول من القرن التاسع عشر وعام 1900. اهتمت الحركة الأولى بشكل رئيسي بتطبيق حقوق الإنسان الأساسية على النساء، بما فيها حق الانتخاب، وحق الترشح للانتخابات البرلمانية، وحق الحماية من الاستغلال الجنسي. كانت ماري لي، وهي امرأة أيرلندية/أسترالية، شخصيةً مؤثرة في جذب الدعم للعديد من حركات حقوق النساء في أستراليا بدءًا من عام 1853، تدخلت ماري لي في رفع السن القانوني لزواج الفتيات في أستراليا من 13 سنة إلى 16، وأسست الاتحاد التجاري للنساء العاملات، وشاركت في تأسيس رابطة نساء جنوب أستراليا لحق تصويت المرأة، التي قادت لإعطاء النساء حق التصويت في جنوب أستراليا. في أوائل العقد الأول من القرن العشرين، أبدى حزب العمال الأسترالي امتعاضه من النساء ودخولهن البرلمان. في أثناء الحرب العالمية الأولى، انضمت النساء إلى القوى العاملة بمعدلات أكبر من السابق، مع أن ذلك حدث غالبًا في مجالات تشغلها النساء أصلًا.

## 1920 حتى 1970
تظهر صورة إديث كاوان، أول امرأة تنتخب لبرلمان أسترالي عام 1920، على ظهر العملة الورقية من فئة خمسين دولارًا أستراليًا. في أغسطس عام 1943، أصبحت إنيد ليونس ودوروثي تاغني أول امرأتين تُنتخبان للبرلمان الأسترالي الاتحادي. بين الحربين العالميتين، تأسس اتحاد نساء الريف في نيو ساوث ويلز وكوينزلاند، لينتشر في بقية أستراليا خلال الأعوام الأربعة عشر التالية. تشكلت مجموعة وطنية شاملة في عام 1945. أطلق فرانك باكر المجلة الشهيرة وومِنز ويكلي التي تستهدف سوق النساء خلال تلك الفترة أيضًا. ولكن، منذ عددها الأول في عام 1933، استلم الرجال مناصب التحرير في المجلة حتى تعيين إيتا بتروز في عام 1975.
خلال الحرب العالمية الثانية، شجعت أستراليا -كبقية الحلفاء- انخراط النساء في القوى العاملة، مستبدلين كل الرجال الذين انضموا إلى الجيش، فتشكلت مثلًا منظمة جيش الأرض للنساء الأستراليات. بدأت الموجة الثانية للنسوية في أستراليا في ستينيات القرن العشرين بمواجهة المعايير المزدوجة القانونية والاجتماعية، بالإضافة إلى التمييز والتحرش الجنسي في مكان العمل. بدأت النسويات حول العالم الدفع باتجاه الحرية الجنسية للنساء. برزت جيرماين غرير على الساحة العالمية في نهاية هذه الفترة، بنشر كتابها الأنثى المخصية في عام 1970 وتبني أفكارها الواردة فيه بشكل واسع عالميًا. بحلول وقت إصدار كتابها، كانت غرير تُعتبر نسويةً راديكاليةً، إذ وُصفت أفكارها وادعاءاتها آنذاك بأنها «جدلية تهجمية».
في هذه الفترة، أصبحت حقوق نساء السكان الأصليين أيضًا أكثر بروزًا، إذ نالت فاي غيل شهادة الدكتوراه الخاصة بها من جامعة أديلايد في عام 1960. كان عنوان أطروحتها «دراسة عن التمييز: السكان نصف الأصليين في جنوب أستراليا». من النساء البارزات المنتميات إلى السكان الأصليين الأستراليين أيضًا خلال تلك الفكرة ليندال رايان وآيلين موريتون روبنسون. ساهم هذا في صعود نسوية السكان الأصليين في أستراليا.

## 1970 وما بعد
مع تمكن الحركة النسوية من تنظيم النسويات البريطانيات والكنديات والأمريكيات في أواخر ستينيات القرن العشرين، تحركت النساء الأستراليات أيضًا لمواجهة الظروف الاجتماعية القمعية. تعززت القاعدة الاجتماعية للحركة النسوية الأسترالية مع نمو شريحة النساء اللواتي توظفن مبتدئاتٍ في العمل في سبعينيات القرن العشرين. يُنسب الفضل في إطلاق شرارة الحركة في ذلك الوقت إلى الكاتبات النسويات. بحلول بداية سبعينيات القرن العشرين، انقسمت الحركة النسوية في أستراليا. من جهة كانت حركة تحرير النساء التي تميل سياساتها إلى اليسار وتؤمن بعدم وجود دور للرجال في تحرير النساء. وتمثلت الجهة الأخرى باللوبي الانتخابي للنساء الذي اعتُبر ميالًا أكثر للاتجاه الوسطي السائد وسعى لصنع التغيير على الأرضيات الموجودة فعلًا.
بدأ تجريم الاغتصاب الزوجي في أستراليا بولاية نيو ساوث ويلز في عام 1981، وتبعتها كل الولايات الأخرى منذ عام 1985 وحتى عام 1992.